# Nome (Dakota del Norte)
Nome es una ciudad ubicada en el condado de Barnes en el estado estadounidense de Dakota del Norte. En el censo de 2010 tenía una población de 62 habitantes y una densidad poblacional de 57,96 personas por km².

## Geografía
Nome se encuentra ubicada en las coordenadas 46°40′32″N 97°48′59″O / 46.67556, -97.81639. Según la Oficina del Censo de los Estados Unidos, Nome tiene una superficie total de 1.07 km², de la cual 1.07 km² corresponden a tierra firme y (0%) 0 km² es agua.

## Demografía
Según el censo de 2010, había 62 personas residiendo en Nome. La densidad de población era de 57,96 hab./km². De los 62 habitantes, Nome estaba compuesto por el 100% blancos, el 0% eran afroamericanos, el 0% eran amerindios, el 0% eran asiáticos, el 0% eran isleños del Pacífico, el 0% eran de otras razas y el 0% pertenecían a dos o más razas. Del total de la población el 0% eran hispanos o latinos de cualquier raza.